# Ed Lu
Edward Tsang „Ed“ Lu (chinesisch: 卢杰 und 盧傑 Pinyin: Lú Jié; * 1. Juli 1963 in Springfield, Massachusetts, USA) ist ein ehemaliger US-amerikanischer Astronaut.
Lu verbrachte seine Kindheit in Honolulu im Bundesstaat Hawaii und seine Jugend in der Stadt Webster im Bundesstaat New York. Dort schloss er 1980 die R.L. Thomas High School (der offizielle Name ist Webster Thomas High School) ab. Anschließend begann er ein Elektrotechnikstudium an der privaten Cornell University, das er 1984 mit einem Bachelor beendete. Während seiner Cornell-Zeit war er ein Aktiver der Uni-eigenen Ringkampf-Mannschaft – er trat für die „Big Reds“ in der 60-Kilogramm-Gewichtsklasse an (heute trainiert er nur noch). Lu zog dann nach Kalifornien um und studierte an der Stanford University weiter. Im Jahr 1989 promovierte er im Fach Angewandte Physik.
Lu ging dann für drei Jahre nach Boulder (Colorado) an das High Altitude Observatory. Diese Einrichtung wird durch die Nationale Wissenschaftsstiftung der USA finanziert, von der University Corporation for Atmospheric Research betrieben und erforscht die Sonne. Während seines letzten Jahres in Boulder arbeitete er gleichzeitig am astrophysikalischen Labor der University of Colorado. 1992 wechselte Lu an die University of Hawaii und arbeitete bis zu seinem Wechsel zur NASA als Astrophysiker am dortigen Institute for Astronomy.

## Astronautentätigkeit
Schon als Kind hatte Lu die Raumfahrt interessiert, doch die Möglichkeit, einmal selbst Astronaut werden zu können, in den Bereich der Utopie verwiesen. Während seiner Arbeit als Wissenschaftler erfuhr er, dass man sich bei der NASA für diesen Beruf ganz regulär bewerben könne. So kam es, dass er seine Unterlagen einreichte und gleich beim ersten Mal akzeptiert wurde.
Lu wurde als einer von neun Missionsspezialisten mit der 15. Astronautengruppe Anfang Dezember 1994 ausgewählt. Aus insgesamt 2962 Bewerbern, die den formalen Auswahlkriterien entsprachen, waren 121 Finalist(inn)en hervorgegangen. Diese wurden im Sommer 1994 ins Johnson Space Center (JSC) nach Houston in Texas zu Tests, Bewerbungsgesprächen und medizinischen Untersuchungen eingeladen.
Nach der einjährigen Grundausbildung, die im März 1995 begann, wurde Ed Lu der Computerabteilung des Astronautenbüros zugeteilt, bis er wenige Monate später in die Mannschaft von STS-84 berufen wurde. Dieser Flug fand im Mai 1997 im Rahmen des Shuttle-Mir-Programms statt. Die US-Raumfähre Atlantis koppelte für mehrere Tage an die russische Raumstation Mir an. Lebenswichtige Güter wurden an Bord der Station gebracht und ein Crewaustausch vorgenommen: Jerry Linenger kehrte nach vier Monaten im All wieder Heim und ließ dafür Mike Foale zurück.
Bereits Ende 1998 begann Lu, sich auf seinen zweiten Raumflug vorzubereiten. STS-101 sollte im Herbst 1999 durchgeführt werden und die dritte Mission zur Internationalen Raumstation (ISS) sein. Im Frühjahr 2000 teilte die NASA die Aufgaben und die Besatzung dieses Fluges auf: STS-106 wurde aus der Taufe gehoben und drei Raumfahrer von STS-101 (Lu, Morukow, Malentschenko) auf STS-106 gesetzt. Mit diesen beiden Flügen, direkt hintereinander im Abstand von vier Monaten durchgeführt, sollte die ISS schneller für die Aufnahme ihrer ersten Besatzung vorbereitet werden. Während seines zweiten Fluges im September 2000 stiegen Lu und Malentschenko am dritten Tag für sechs Stunden aus, um Kabel zu verlegen und einen Instrumentenausleger zu montieren.
Im April 2003 flog Lu zusammen mit seinem russischen Kollegen Malentschenko mit Sojus TMA-2 als ISS-Expedition 7 erneut zur Raumstation. Ursprünglich hatte ein weiterer Raumfahrer (erst Sergei Moschtschenko, dann Alexander Kaleri) zur Besatzung gehören sollen, und alle drei sollten mit STS-114 zur ISS gebracht werden. Als nach dem Unglück der Columbia im Februar 2003 vorübergehend die Space-Shuttle-Flüge zur ISS ausgesetzt wurden, hatte man alle folgenden Stammbesatzungen auf zwei Personen reduziert, um Ressourcen zu sparen, und war gezwungen, alle Zubringerflüge per Sojus-Rakete durchzuführen. Kommandant Malentschenko und Bordingenieur Lu blieben ein halbes Jahr an Bord der Raumstation und kehrten im Oktober 2003 mit dem Sojus-Raumschiff wieder zur Erde zurück.
Lu machte zuletzt als Wissenschaftler im November 2005 von sich reden, als er in einer Ausgabe der angesehenen Zeitschrift Nature eine Idee präsentierte, Asteroiden, die mit der Erde kollidieren könnten, aus ihrer Bahn zu lenken. Frühzeitig entdeckt, könnte man ein unbemanntes Raumschiff, das (wegen des geringen Gewichts) mit einem Ionenantrieb ausgestattet wäre, zu einem Planetoiden steuern. In der Nähe des Körpers würde es angehalten und behielte seine relative Position bei. Durch die gegenseitigen Gravitationskräfte könnte das Raumschiff den Asteroiden dann „ziehend“ geringfügig von seiner Umlaufbahn ablenken. Konkret sprach Lu über den Asteroiden Apophis. Dieser war im Sommer 2004 entdeckt worden. Erste Bahnberechnungen hatten gezeigt, dass die Möglichkeit bestünde, dass er im April 2029 mit der Erde kollidieren könne. Mittlerweile wird davon ausgegangen, dass er sie in sehr geringem Abstand passieren werde.
Edward Tsang Lu ist Mitbegründer der B612 Foundation.
Am 26. November 2004 wurde der Asteroid (17032) Edlu nach ihm benannt.
Im August 2007 verließ Lu die NASA.
Ed Lu und seine Frau haben ein Kind.